# 34 Piscium
34 Piscium är en pulserande variabel av Delta Scuti-typ (DSCT:) i Fiskarnas stjärnbild.
Stjärnan har visuell magnitud +5,51 och varierar i amplitud med 0,006 magnituder utan någon fastställd periodicitet.